# کانگدین
کانگدین (به لاتین: Kangding) یک منطقهٔ مسکونی در جمهوری خلق چین است که در سیچوآن واقع شده‌است.

## خصوصیات
کانگدین   ۲٬۵۶۰ متر بالاتر از سطح دریا واقع شده‌است.